# Олифант (инструмент)
 Тази статия е за музикалния инструмент.  За други значения вижте Олифант.  
Олифантът (на английски: Olifant и Oliphant) е средновековен духов музикален инструмент от семейството на роговете. Изработва се главно от слонски бивни, откъдето носи и наименованието си. Името на инструмента произлиза от старото наименование на слон (Olifant) във френския език. В Европа е пренесен от Ориента и е познат още преди 12 век. Запазва се като ловджийски рог и сигнален инструмент до 17 век.
Използването на термина започва от старофренския епос „Песен за Ролан“, където героят носи със себе си такъв рог. Олифанти от слонски бивни и богато украсявани със сложна резба са изработвани главно в арабския свят и Византия. В края на 11 век украса вече се прави и в южната част на днешна Италия, когато Сицилия е под контрола на Фатимидите. Обковът често е сребърен и към него е прикачен кожен ремък за носене през рамо.
Според устни предания в средновековна Европа инструментът е служел като сигнално устройство по време на лов или битки. Въпреки това, много източници описват големи и често богато украсени олифанти, ползвани като символ на социален статус и богатство.
Олифантите са изработвани с различни размери. Обикновено представляват малки ловджийски рогове, но има и такива с доста по-големи размери. Големите са се ползвали главно за демонстрация на високо социално положение. В по-късни времена художествено изработеният олифант, обикновено с ловни мотиви, става част от рицарските атрибути.
В църквата на абатството в гр. Везел, Германия, е поставена скулптурна фигура на ангел с олифант през рамо, който възвестява раждането на Христос.

## Африкански олифанти
Разновидностите на олифанта, изработвани и ползвани в Африка, обикновено са правени от дърво, рог или слонова кост. Също са служели като военни сигнални устройства, но са употребявани и като церемониални инструменти, които отразяват социално и политическо положение. При употреба олифантът там се държи хоризонтално, а изпълнителите са можели да имитират много естествени звуци – от рев на лъв или слон до нежния звук на вятъра.
Според „Доклад на Конгоанското кралство за съседните страни“ на Филипо Пигафета от 1591 година, олифантите са сред първите предмети, изпратени през 16 век от краля на Конго на португалския двор. Те са част от кралските регалии и се поставят в кралския гроб, за да го придружат в отвъдното. Повърхността на роговете са украсявани в три реда със спирали, мотиви във формата на плитки и плетеници. Африканският олифант завършва в най-тясната си част със спирала, а отворът за устата се намира във вдлъбнатата му част, както е при повечето африкански рогове.
В Конго рисунките са традиционни за местното изкуство, характерни за дърворезбите и текстила до пристигането на португалците през 1482 година. След това понякога повърхността се изпъстря със сцени от ежедневния или религиозния живот на европейците – търговци, мисионери, офицери с колониални каски. Друг път рогът е украсен с африкански персонажи. Олифантите от 16-17 век представят композиция с мотиви, а по-късните преобладаващо са вдъхновени от фигуралния колониален пейзаж. Започват да се изработват олифанти с комерсиална цел – за местните меценати и европейската аристокрация, а впоследствие и за заселниците. Според изкуствоведа Ецио Басани украсата на конгоанските олифанти заляга в основата на декорацията от геометрични форми на лисабонската рогозка.

## Художествено изработени олифанти
В много музеи по света се съхраняват олифанти с висока художествена стойност. В Британския музей се пазят няколко олифанта с особено богата украса.
- Олифантът на Clephane е изработен от слонова кост в Южна Италия през 11 в. Гравиран е със сцени от конни надбягвания на хиподрума в Константинопол, ловни сцени с диви и домашни животни, а в горната му част има група от фантастични същества, включително сфинксове и грифони. Бил е обкован със сребърни ленти.[7]

- Друг олифант, отново в Британския музей е също изработен от слонова кост и със сребърен обков. Към върха му е прикрепен мундщук, а халките за окачване са поставени в централната му част. Повърхността на рога е обработена с нисък релеф и съчетава изображения на фантастични създания и африкански животни като крокодили и змии. В основата на рога са изобразени гербът на португалската кралска фамилия и кръстът на град Бежа, а среброто е позлатено.

- По олифанта Borradaile са резбовани кръгове, а оконтурените горна и долна част напомнят текстилни влакна. Пространствата между тях са запълнени с растителни листа или гроздове. Във всеки от кръговете е изобразено по едно животно – крилати грифони, хералдически орли, лъвове, пауни, змии. Цялостният дизайн е близък до този на арабските рогове, но начинът на изобразяване на животните е доста по-различно от наложените ислямски традиции на резбоване.[2]